# تي ناين

 تي ناين  (الإنجليزية: T9، ت.ح. 'النص بالأزرار التسعة') هي تقنية اخترعت في الولايات المتحدة تمكن من كتابة نصوص الرسائل في المحمول بسرعة بواسطة قاموس معد مسبقا.